# Benjamin Mkapa

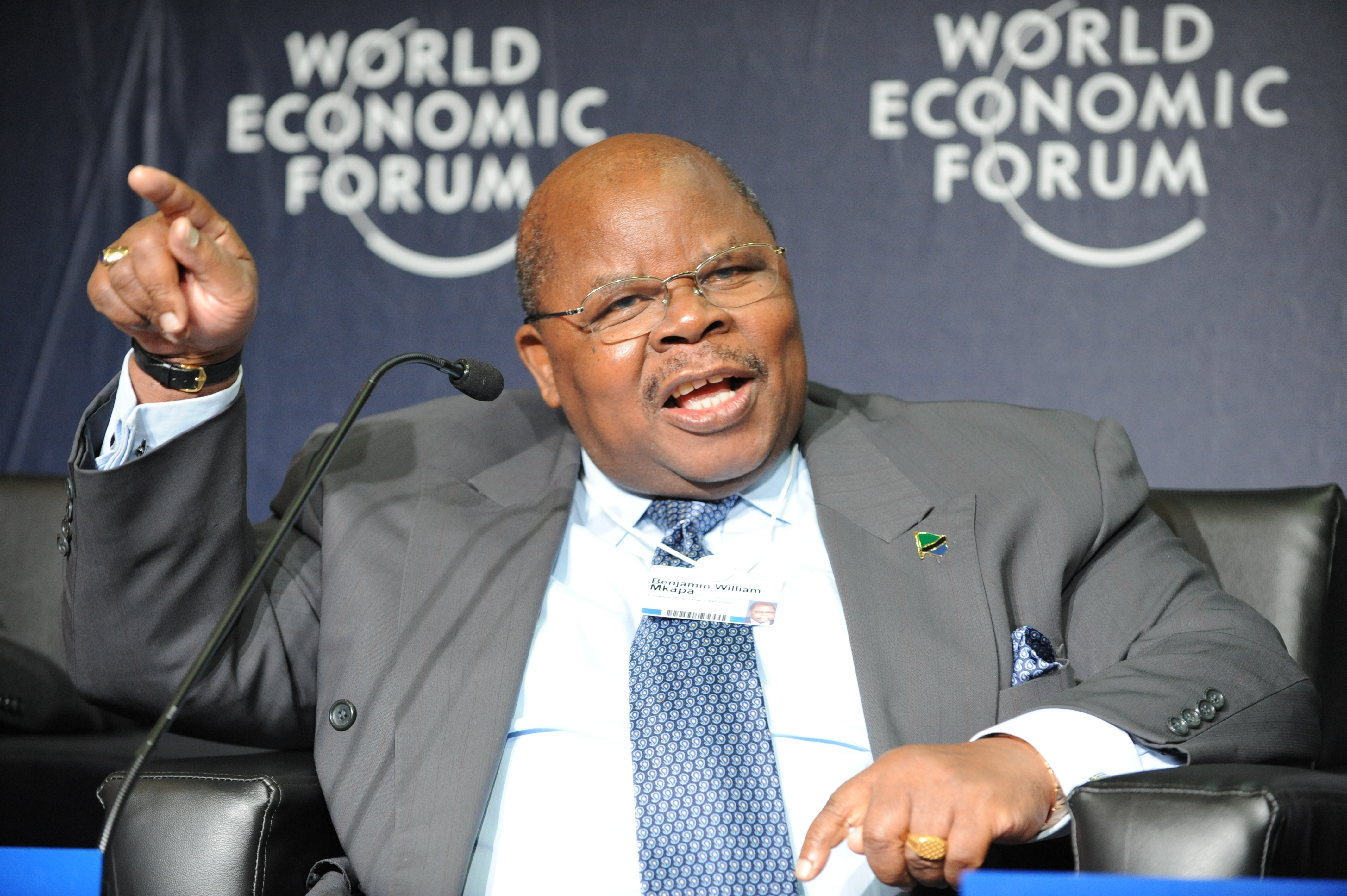
Benjamin Mkapa

Benjamin William Mkapa (Masasi, 12 november 1938 – Dar es Salaam, 23 juli 2020) was een Tanzaniaans politicus. Hij was de derde president van Tanzania.
Benjamin Mkapa werd onder andere op rooms-katholieke scholen opgeleid en studeerde aan de Universiteit van Makerere in Oeganda. Hij werkte als journalist, leidde diverse tijdschriften, was perssecretaris van het bureau van de president en oprichter van het Tanzania News Agency.
In 1976 werd hij Hoge Commissaris in Nigeria en in 1977 werd hij tot Minister van Buitenlandse Zaken benoemd. Hij vervulde die post gedurende zes jaar. Voorts was hij Minister van Wetenschap, Technologie en Hoger Onderwijs en bestuurder van Dodoma. Hij vertegenwoordigde zijn land als ambassadeur in verscheidene landen (onder andere in de Verenigde Staten).
Van 1995 tot 2005 was Mkapa president van Tanzania voor de Partij van de Revolutie (CCM, Chama Cha Mapinduzi). Hij werd gekozen in de eerste presidentsverkiezingen met meerdere kandidaten, en in 2000 herkozen. Op 21 december 2005 werd hij opgevolgd als president door Jakaya Kikwete.
Tijdens zijn presidentschap zette Mkapa de liberalisatie voort die zijn voorganger Ali Hassan Mwinyi was begonnen. Hij privatiseerde het merendeel van de staatsbedrijven en stimuleerde de vrije markt om het land aantrekkelijker te maken voor buitenlandse investeerders.
Critici van Mkapa vonden dat hij buitenlandse bedrijven te veel toestond de economie te overheersen. Bovendien stelden ze dat de levensomstandigheden van de gemiddelde Tanzanianen niet verbeterden door zijn beleid.
Volgens zijn medestanders was het aantrekken van buitenlandse investeerders de enige manier om economische groei te verwezenlijken. Mkapa's beleid werd gesteund door de Wereldbank en het IMF en leidde tot de kwijtschelding van een deel van de schulden van Tanzania.
Het in 2007 nieuw gebouwde  Nationaal Stadion is naar hem genoemd.